# Cross Mountain
Cross Mountain és una concentració de població designada pel cens dels Estats Units a l'estat de Texas. Segons el cens del 2000 tenia 1.524 habitants.

## Demografia
Segons el cens del 2000, Cross Mountain tenia 1.524 habitants, 529 habitatges, i 464 famílies. La densitat de població era de 80,2 habitants per km².
Dels 529 habitatges en un 38,4% hi vivien nens de menys de 18 anys, en un 78,6% hi vivien parelles casades, en un 6,6% dones solteres, i en un 12,1% no eren unitats familiars. En el 9,3% dels habitatges hi vivien persones soles el 3,4% de les quals corresponia a persones de 65 anys o més que vivien soles. El nombre mitjà de persones vivint en cada habitatge era de 2,85 i el nombre mitjà de persones que vivien en cada família era de 3.
Per edats la població es repartia de la següent manera: un 25,3% tenia menys de 18 anys, un 4,9% entre 18 i 24, un 25,6% entre 25 i 44, un 32,9% de 45 a 60 i un 11,4% 65 anys o més.
L'edat mediana era de 42 anys. Per cada 100 dones de 18 o més anys hi havia 104,1 homes.
La renda mediana per habitatge era de 102.628 $ i la renda mediana per família de 104.744 $. Els homes tenien una renda mediana de 64.821 $ mentre que les dones 37.228 $. La renda per capita de la població era de 40.549 $. Aproximadament el 2,2% de les famílies i el 3,8% de la població estaven per davall del llindar de pobresa.

## Poblacions més properes
El següent diagrama mostra les poblacions més properes.